# Каф (эфиопская буква)

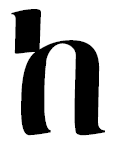
Кэ

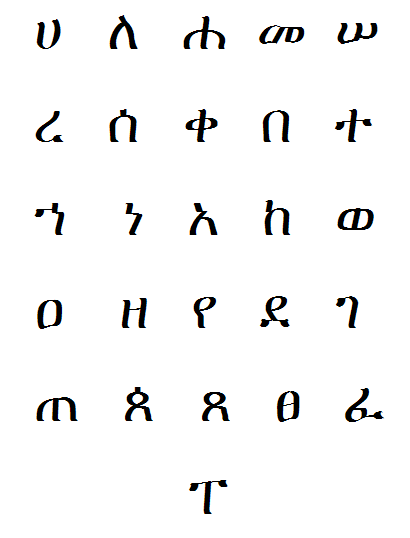

Каф (амх. ካፍ) — буква эфиопского алфавита геэз, обозначает глухой велярный взрывной согласный /k/. Гематрия — 20 (амх. ፳).
- ከ  — каф геэз кэ
- ኩ  — каф каэб ку
- ኪ  — каф салис ки
- ካ  — каф рабы ка
- ኬ  — каф хамыс ке
- ክ  — каф садыс кы (к)
- ኮ  — каф сабы ко